# Эгреши, Вильма
Вильма Эгреши (венг. Egresi Vilma; 7 мая 1936, Будапешт — 7 января 1979, там же) — венгерская гребчиха-байдарочница, выступала за сборную Венгрии на всём протяжении 1950-х годов. Бронзовая призёрка летних Олимпийских игр в Риме, вице-чемпионка мира, победительница многих регат национального и международного значения.

## Биография
Вильма Эгреши родилась 7 мая 1936 года в Будапеште. Активно заниматься греблей начала с раннего детства, проходила подготовку в столичном спортивном клубе «Эпитёк».
Первого серьёзного успеха на взрослом международном уровне добилась в сезоне 1954 года, когда попала в основной состав венгерской национальной сборной и побывала на чемпионате мира во французском Маконе, откуда привезла награду серебряного достоинства, выигранную вместе с напарницей Валерией Лесковской в зачёте двухместных байдарок на дистанции 500 метров — золото тогда досталось другому венгерскому экипажу, в который входили Клара Фрид-Банфальви и Хильда Пинтер.
Благодаря череде удачных выступлений Эгреши удостоилась права защищать честь страны на летних Олимпийских играх 1960 года в Риме — в двойках на полукилометровой дистанции в паре с новой партнёршей Кларой Фрид-Банфальви благополучно квалифицировалась на предварительном этапе и в решающем финальном заезде заняла третье место, завоевав тем самым бронзовую олимпийскую медаль — на финише её обошли только советский экипаж Антонины Серединой и Марии Шубиной, а также представительницы Объединённой германской команды Тереза Ценц и Ингрид Хартман. Вскоре по окончании этих соревнований она приняла решение завершить спортивную карьеру, уступив место в сборной молодым венгерским гребчихам.
Умерла 7 января 1979 года в Будапеште в возрасте 42 лет.